# Phoenix Brussels
El Brussels Basketball es un club de baloncesto profesional de la ciudad de Bruselas, que milita en la BNXT League, la nueva liga fruto de la fusión de la Dutch Basketball League neerlandesa y la Pro Basketball League belga. Disputa sus partidos en el Complexe Sportif de Neder-Over-Heembeek, con capacidad para 1200 espectadores.

## Historia
El club fue fundado en 1957. En 1999 Excelsior se fusionó con AERA Castor y puso el nuevo nombre AERA Excelsior Brussel VZW. Después de 7 años en la 3e Nationale, la tercera división belga, Excelsior subió a la 2e Nationale en 2009. En los dos primeros años, Excelsior terminó cuarto y quinto y fue derrotado en los cuartos de final. En la temporada 2011-12 Excelsior llegó a las semifinales y en la temporada 2012-13 terminó décimo, quedando fuera de los playoffs.
El club se trasladó a la Ethias League, el máximo nivel de Bélgica, en la temporada 2013-14. Excelsior recibió una licencia C, lo que les permitió jugar con el presupuesto más bajo de la liga. El club también tiene un nuevo patrocinador principal Basic- Fit, y pasó a llamarse Basic- Fit Brussels.

## Nombres
- -2007: BBC Royal Atomia Brussels
- 2008–2013: Royal Aérea Excelsior Brussels
- 2013–2019: Basic-Fit Brussels
- 2019-presente: Phoenix Brussels

## Posiciones en Liga
| Temporada | Nivel | Liga         | Pos. | G-P   | Copa de Bélgica  | Competiciones europeas | Competiciones europeas | Competiciones europeas |
| --------- | ----- | ------------ | ---- | ----- | ---------------- | ---------------------- | ---------------------- | ---------------------- |
| 2008–09   | 3     | 3e Nationale | 2º   |       |                  |                        |                        |                        |
| 2009–10   | 2     | 2e Nationale | 5º   |       |                  |                        |                        |                        |
| 2010–11   | 2     | 2e Nationale | 5º   |       |                  |                        |                        |                        |
| 2011–12   | 2     | 2e Nationale | 4º   |       |                  |                        |                        |                        |
| 2012–13   | 2     | 2e Nationale | 10º  |       |                  |                        |                        |                        |
| 2013–14   | 1     | Division I   | 8º   | 8–28  | Octavos de final |                        |                        |                        |
| 2014–15   | 1     | Division I   | 10º  | 10–18 | Octavos de final |                        |                        |                        |
| 2015–16   | 1     | Division I   | 4º   | 21–16 | Octavos de final |                        |                        |                        |
| 2016–17   | 1     | Division I   | 2º   | 28–19 | Semifinales      | 4 FIBA Europe Cup      | RS                     | 1–5                    |
| 2017–18   | 1     | Division I   | 8º   | 12–26 | Cuartos de final | 3 Champions League     | QR3                    | 0–2                    |
| 2017–18   | 1     | Division I   | 8º   | 12–26 | Cuartos de final | 4 FIBA Europe Cup      | RS                     | 2–4                    |

## Jugadores destacados
| - Nick Celis - Maxime De Zeeuw - Matthias Desaever - Thomas Dreesen - Domien Loubry - Roel Moors - Guy Muya |  | - Eric Struelens - Stephen Ross - Taylor Brown - D.J.Covington - Adam Hall - Travis McKie - / Chris Young |